# Acomayo
Acomayo è un comune del Perù, situato nella Regione di Cusco e capoluogo della Provincia di Acomayo.